# Thyridopsis monotona
Thyridopsis monotona är en fjärilsart som beskrevs av Hans Georg Amsel 1953. Thyridopsis monotona ingår i släktet Thyridopsis och familjen Crambidae. Inga underarter finns listade i Catalogue of Life.